# Jurij Jegorow
Jurij Pawłowicz Jegorow (ros. Юрий Павлович Егоров; ur. 1920 w Soczi, zm. 1982 w Moskwie) – radziecki reżyser filmowy oraz scenarzysta.

## Życiorys
Ukończył studia na wydziale reżyserskim WGIK w klasie Siergieja Gierasimowa. Debiutował jako współreżyser filmu Przygoda w tajdze. Był szefem Pierwszego Zespołu Twórczego Wytwórni Filmów Dziecięcych i Młodzieżowych im. M. Gorkiego.

## Wybrana filmografia
- 1953: Przygoda w tajdze
- 1954: Na bezludnej wyspie
- 1957: W drodze na front
- 1959: Ochotnicy
- 1969: Zwykła historia
- 1966: Niefortunny dzień
- 1972: Człowiek stamtąd
- 1980: Dwadzieścia lat później